# Rainer Maria Rilke
Rainer Maria Rilke (Praga, Imperi austrohongarès, 4 de desembre de 1875 - Montreux, Suïssa, 29 de desembre de 1926) fou un reconegut poeta austríac, en llengua alemanya, del segle xx. Va crear imatges persistents que tendeixen a centrar-se en els problemes del cristianisme en una època de descreença, solitud i profunda angoixa.
Va escriure tant en vers com en una prosa molt lírica. Els seus dos poemes més coneguts són Sonets a Orfeu i les Elegies de Duino. En prosa, les seves obres més famoses són Cartes a un poeta jove i la seva única novel·la Die Aufzeichnungen des Malte Laurids Brigge (Els quaderns de Malte Laurids Brigge), gairebé autobiogràfica. També va compondre més de quatre-cents poemes en francès, dedicats al país on va decidir viure, el cantó de Valais a Suïssa.

## Biografia
Va néixer amb el nom de René Karl Wilhelm Johann Josef Maria Rilke a Praga, República Txeca (aleshores part de l'Imperi austrohongarès). La seva infantesa i joventut a Praga no van ser gaire felices. El seu pare, Josef Rilke (1838-1906), va esdevenir funcionari del ferrocarril després d'una frustrada carrera militar. La seva mare, Sophie ("Phia") Entz (1851-1931), provenia d'una família industrial benestant de Praga, els Entz-Kinzelbergers, que vivia en un palau al carrer Herrengasse (Panská), on René va passar gran part dels seus primers anys. El matrimoni dels pares es va desfer el 1884. La relació entre Phia i el seu únic fill ben aviat es va veure obstaculitzada pel perenne dol envers la filla més gran (després de la mort de la filla, van obligar Rilke a adoptar el paper de la seva germana, fins i tot vestint-lo de nena quan era molt jove).
Els seus pares van pressionar el jove talent poètic i artístic per fer-lo ingressar en una acadèmia militar, on va romandre de 1886 a 1891, quan la va deixar per malaltia. De 1892 a 1895, va estudiar amb un tutor per preparar l'examen d'ingrés a la universitat, que va aprovar el 1895. El 1895 i 1896, va estudiar literatura, història de l'art i filosofia a Praga i Múnic.
En aquesta ciutat, l'any 1897, Rainer Maria Rilke va conèixer Lou Andreas-Salome (1861-1937), una viatgera dona de lletres i intel·lectual, i se'n va enamorar. De fet, va canviar-se el nom de "René" a "Rainer" en demanar-li-ho ella. La intensa relació amb aquesta dona casada, amb qui va emprendre costosos viatges a Rússia, van durar fins al 1900, però fins i tot després de separar-se, Lou va continuar sent la confident més important de l'autor fins a la mort. Com que ella havia rebut una formació de psicoanalista de 1912 a 1913 amb Sigmund Freud, va compartir els seus coneixements amb Rilke.
L'any 1898, Rilke va emprendre un viatge d'algunes setmanes a Itàlia. El 1899, va viatjar a Moscou, on va conèixer l'escriptor Lleó Tolstoi. Entre maig i agost del 1900, un segon viatge a Rússia, en companyia només de Lou Andreas-Salome, el va tornar a dur a Moscou i Sant Petersburg.
A la tardor d'aquell any, va passar uns dies a Worpswede, Alemanya, on van presentar-li l'escultora Clara Westhoff (1878-1954), amb qui es va casar a la primavera. Van tenir una filla, Ruth (1901-1972) el desembre de 1901. Tanmateix, Rilke no estava fet per a la vida familiar de la classe mitjana: l'estiu del 1902, va abandonar la casa per marxar a París, on va escriure una monografia sobre l'escultor August Rodin (1840-1917). De tota manera, la relació entre Rilke i Clara Westhoff va continuar tota la vida.
Al principi, Rilke ho va passar malament a París, una experiència que evocava a la primera part de la seva única novel·la, Els quaderns de Malte Laurids Brigge. Al mateix temps, la trobada amb el modernisme va resultar estimulant: Rilke es va implicar estretament amb l'escultura de Rodin i, més endavant, amb l'obra de Paul Cézanne. Rodin li va ensenyar el valor de l'observació objectiva, que va motivar els Dinggedichten ('poemes objecte') de Rilke, entre aquests, el famós "Der Panther" ('La pantera'). En aquests anys, París va anar esdevenint la residència principal de l'autor.
D'aquest període són Neue Gedichte (Nous poemes,1907), Der Neuen Gedichte Anderer Teil (Una altra part dels nous poemes) (1908), els dos poemes de "Requiem" (1909) i la novel·la Els quaderns de Malte Laurids Brigge, que va escriure des de 1904 fins al gener de 1910.
Entre octubre de 1911 i maig de 1912, l'autor va viure al castell de Duino, prop de Trieste, residència de la comtessa Maria de Thurn und Taxis. Aquí va començar, el darrer any, el cicle de poemes d'Elegies de Duino, que romandria inacabat durant una dècada per culpa d'una llarga crisi de creativitat.
L'esclat de la Primera Guerra Mundial va sorprendre Rilke durant una estada a Alemanya. No va poder tornar a París, on les seves propietats van ser confiscades i subhastades. Va passar gran part de la guerra a Múnic; de 1914 a 1916, va viure un tempestuós afer amb la pintora Lou Albert-Lasard.
Rilke va ser reclutat a principis de 1916 i hagué de passar l'entrenament bàsic a Viena. Uns influents amics van intercedir per ell i el van transferir a l'oficina d'arxius de guerra per salvar-lo de l'exèrcit el 9 de juny d'aquell any. Una vegada més, va passar el seu temps a Múnic, llevat d'una estada al Gut Bockel d'Hertha Koenig a Westfàlia. L'experiència traumàtica del servei militar, en reviure els horrors de l'acadèmia militar, gairebé el va fer emmudir com a poeta.
L'11 de juny de 1919, Rilke va viatjar de Múnic a Suïssa. El motiu declarat era una invitació per a una conferència a Zuric, però l'autèntic era escapar del caos de la postguerra i reprendre la feina amb les Elegies de Duino. La recerca d'un lloc escaient i assequible on viure va resultar força difícil. Entre d'altres, el poeta va viure a Soglio, Locarno, i Berg am Irchel. Finalment, l'estiu de 1921, va poder trobar una residència permanent al castell de Muzot, prop de Sierre, al Valais. Durant el maig de 1922, el seu mecenes, Werner Reinhart, va comprar l'edifici per tal que Rilke hi visqués sense pagar el lloguer.
En un intens període creatiu, l'autor va completar les Elegies de Duino durant unes setmanes de febrer de 1922. Abans i després, va escriure les dues parts d'un cicle de poemes, Sonets a Orfeu (que han estat traduïts al català en vers). Es tracta de dues de les obres principals de Rilke.
A partir de 1923, el poeta patia cada vegada més problemes de salut que requerien llargues estades al sanatori de Territet, prop de Montreux (Vaud), al llac de Ginebra. La llarga estada a París entre gener i agost de 1925 fou un intent d'escapar de la malaltia amb un canvi de decorat i de condicions de vida. Malgrat tot, encara va publicar poemes solts importants entre els anys 1923 a 1926 (inclosos Gong i Mausoleu), a més d'una exhaustiva obra lírica en francès.
Només poc després de morir es diagnosticà la malaltia de Rilke: leucèmia. El poeta morí el 29 de desembre de 1926 al sanatori de Valmont, a Suïssa, i l'enterraren el 2 de gener de 1927 al cementiri de Raron, a l'oest de Visp. Trià el seu propi epitafi:

Rose, oh reiner Widerspruch, Lust,

Niemandes Schlaf zu sein unter soviel

Lidern.

Rosa, oh pura contradicció, desig,

per ser el somni de ningú sota tantes

parpelles.

## Estil i temes
Rilke es va dedicar àmpliament a les metàfores, la metonímia i les contradiccions en la seva poesia i prosa per transmetre incredulitat i una crisi de fe. Figures de la mitologia grega, com Apol·lo, Hermes i Orfeu, es repeteixen com a motius en els seus poemes i es representen en interpretacions originals que sovint dobleguen com a analogies de les seves experiències. Els poemes de Rilke també presenten figures d’àngels, descrites a les Elegies de Duino com a aterridors (schrecklich); també va explorar ocasionalment la crisi de la seva fe catòlica, inclòs en el seu poc conegut poema de 1898 Visions de Crist, on va representar Maria Magdalena com la mare del fill de Jesús.

### Llegat

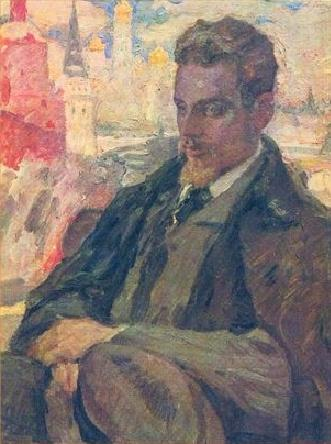
Un retrat de Rilke pintat dos anys després de la seva mort per Leonid Pasternak

Rilke és un dels poetes més venuts als Estats Units. A la cultura popular, Rilke es cita o es fa referència amb freqüència en programes de televisió, pel·lícules, música i altres obres quan aquestes obres parlen del tema de l'amor o dels àngels. La seva obra sovint es descriu com a mística i ha estat citada i citada per autors d'autoajuda. Rilke ha estat reinterpretat com un mestre que ens pot portar a una vida més plena i menys inquieta.
L'obra de Rilke ha influït en uns quants poetes i escriptors, com William H. Gass, Galway Kinnell, Sidney Keyes, Stephen Spender, Robert Bly, WS Merwin., John Ashbery, el novel·lista Thomas Pynchon i el filòsof Hans-Georg Gadamer. El poeta britànic W.H. Auden (1907–1973) ha estat descrit com el deixeble anglès més influent de Rilke i sovint li va retre homenatge o va utilitzar les imatges dels àngels en la seva obra.
La banda estatunidenca de música rock Rainer Maria va rebre el nom de Rilke.

## Obra traduïda al català
- Cartes a un jove poeta (presentació i traducció d'Antoni Pasqual), Rainer M.ª Rilke. La llar del llibre. Barcelona, 1984 (mateixa versió en Ed. 62. Barcelona, 1995).
- Cartes a un poeta jove, pròleg de Jordi Llovet i trad. de Ramon Farrés, Barcelona, Angle editorial, 2008.
- Cartes a un jove poeta (traducció d'Anna Punsoda amb pròleg de Xavier Antich) Edicions de la Ela Geminada, 2018.
- Els Sonets a Orfeu, traducció d'Alfred Badia, amb una cronologia d'Alfred Sargatal. Barcelona, Edicions del Mall, 1979.
- La cançó d'amor i de mort del corneta Christoph Rilke, traducció de Carles Riba, amb pròleg de Salvador Espriu i un comentari de Jaume Bofill i Ferro de 1941. Barcelona, ‘Clàssics Curial', Curial Ed., 1981.
- Els quaderns de Malte Laurids Brigge, trad. de Jordi Llovet. ‘Biblioteca a Tot Vent’, 194. Barcelona, Proa, 1981.
- Versions de Rilke, traducció de Joan Vinyoli. Barcelona, Proa, 1984.
- Noves versions de Rilke, traducció de Joan Vinyoli. Edició a cura de Feliu Formosa i Xavier Folch. Barcelona, Empúries,1985.
- Elegies de Duino, traducció de Manuel Balasch. ‘Els llibres de l'Óssa Menor’, 174. Barcelona, Proa, 1995.
- Sonets a Orfeu, traducció d'Isidor Marí. Barcelona, Columna, 1995. Reproduïts a El crepuscle de la poesia (vegeu més avall).
- Elegies de Duino, traducció de Jaume Medina. Dins El crepuscle de la poesia (vegeu més avall).
- El crepuscle de la poesia. Rainer Maria Rilke: un capítol de la història literària catalana, de Jaume Medina. ‘Temps obert’, 14, Palma, Lleonard Muntaner editor, 2009.
- Poemes francesos. Traducció i introducció de Mariàngela Vilallonga. Girona: Edicions de la ela geminada, 2011. ISBN 978-84-938587-0-4
- Dues històries de Praga. Traducció de Ramon Farrés. Martorell: Adesiara, 2020, col. d'Ací i d'Allà, 75. ISBN 978-84-16948-46-8.
- Elegies de Duino. Traducció Josep Maria Fulquet i Eduard Santiago. Postfaci de D. Sam Abrams. Editorial Flâneur, 2020. ISBN 978-84-09-21295-8
- Històries del bon Déu. Traducció de Ramon Farrés. Lleonard Muntaner Editor, Mallorca, 2021, col. Artificium, 11.